# Casalbuttano ed Uniti
Casalbuttano ed Uniti es una localidad y comune italiana de la provincia de Cremona, región de Lombardía, con 4.120 habitantes.

## Evolución demográfica
| Gráfica de evolución demográfica de Casalbuttano ed Uniti entre 1861 y 2001 |
|                                                                             |
| Fuente ISTAT - elaboración gráfica de Wikipedia                             |